# Politically Inept, with Homer Simpson
«Politically Inept, With Homer Simpson» —titulado Políticamente inepto, con Homero Simpson en Hispanoamérica y Políticamente inepto, con Homer Simpson en España— es el décimo episodio de la vigesimotercera temporada de la serie de animación Los Simpson. En el episodio, Bart sube un vídeo a YouTube en el que Homer despotrica sobre el terrible tratamiento de aerolíneas de pasajeros. Rápidamente se vuelve popular y Homer finalmente recibe su propio programa de noticias de cable político. Gana apoyo entre los estadounidenses promedio y es elegido por los republicanos para elegir a su candidato para las próximas elecciones presidenciales. Elige a Ted Nugent, pero al final se da cuenta de que había tomado la decisión equivocada y que todo lo que ha dicho en su programa no tenía sentido, por lo que en la televisión, confiesa que está «lleno de mierda».
El músico y activista político conservador Ted Nugent hizo su segunda aparición en Los Simpson en este episodio, en donde se burla de su punto de vista sobre la caza y la tenencia de armas. El episodio recibió reseñas generalmente positivas de los críticos de televisión y ha sido elogiado especialmente por su sátira de la política y los comentaristas de las noticias por cable. La cadena Fox emitió «Politically Inept, with Homer Simpson» en los Estados Unidos el 8 de enero de 2012 y obtuvo una audiencia de 5 070 000 personas. Recibió un índice de audiencia de Nielsen de 2.3.

## Sinopsis
Después de una serie de humillantes procedimientos de verificación, la familia Simpson aborda un avión de Air Springfield para su viaje a la boda de un pariente en Montana. El piloto anuncia que debido a una fuga imprevista, se retrasará el viaje. Él les dice a los viajeros que debido a que el avión está todavía en el suelo, se apagará el sistema de ventilación. Sin embargo, todos los pasajeros a bordo étnicos todavía se les permiten comer su comida con olor extraño y después de varias horas el resto de los pasajeros se sientan enfermos. El piloto hace otro anuncio de que el avión va a rodar de nuevo a la puerta y permanecerán allí por una cantidad desconocida de tiempo y que los pasajeros no pueden bajar. Cuando Homer tiene prohibido usar el baño, su ira hierve y despotrica sobre el terrible tratamiento de la aerolínea a sus pasajeros. Bart graba un vídeo de Homer corriendo frenéticamente y escapando del avión a través del ala. Sube el vídeo a YouTube y rápidamente se vuelve popular.
Homer es invitado a decir lo que piensa en un popular programa de noticias por cable llamado Butt-Head, donde el anfitrión Nash Castor y la comentarista Adriatica Vel Johnson sostienen que él pronto se olvidará. Sin embargo, Homer hace una queja convincente en el que le dice a los espectadores que a diferencia de los fanfarrones de la televisión como Nash y Adriatica, habla del hombre común. Cuando culmina, los ejecutivos de la red de cable dan a Homer su propio programa de televisión llamada Gut Check with Homer Simpson, donde ofrece una mezcla de ideas conservadoras y populistas. Durante un episodio, derrama la «salsa de la libertad» sobre un filete que tiene la forma de los Estados Unidos; el aderezo es una metáfora que representa las cosas que hacen grande el país. Luego, alienta a sus lectores a «subirse al barco» para protestar por las cosas malas de la sociedad, y coloca un barco de aderezo sobre su cabeza. Esta acción hace que los estadounidenses promedio lo apoyen en gran medida y pronto el «movimiento del barco de aderezo» se populariza a lo ancho del país.
Cuando Homer es elegido por los republicanos para elegir a su candidato para las próximas elecciones presidenciales, su falta de interés en los actuales candidatos lo lleva a elegir a Ted Nugent. Invita a Nugent para una visita a casa de los Simpson, donde Lisa se queja de que Homer ha realizado la elección equivocada, ya que Nugent está «fuera de su mente». Más tarde ese día, Homer tiene un sueño en el que James Madison le muestra cómo los últimos presidentes estadounidenses están avergonzados de él. Cuando se despierta, le dice a Lisa que ya no apoyará a Nugent como presidente. A continuación, ve un folleto sobre su vestidor con un hombre haciéndose pasar por un presidente y ofrecer ayuda con sueños falsos. Homer se da cuenta de que la familia fingió su sueño para convencerlo de no votar a Nugent. Como resultado, enfadado, decide ir a la televisión y expresar su apoyo a Nugent. Sin embargo, cuando trata de usar su capacidad de llorar cada vez que comenta algo por televisión, descubre que no puede aflorar esas emociones porque no cree por completo en lo que está diciendo. Homer anuncia por televisión que es un mentiroso y se reconcilia con Lisa. Como resultado, Nugent pierde su posición como candidato presidencial del partido republicano. El episodio termina cuando Nugent canta una canción sobre cómo habría sido su presidencia.

## Producción

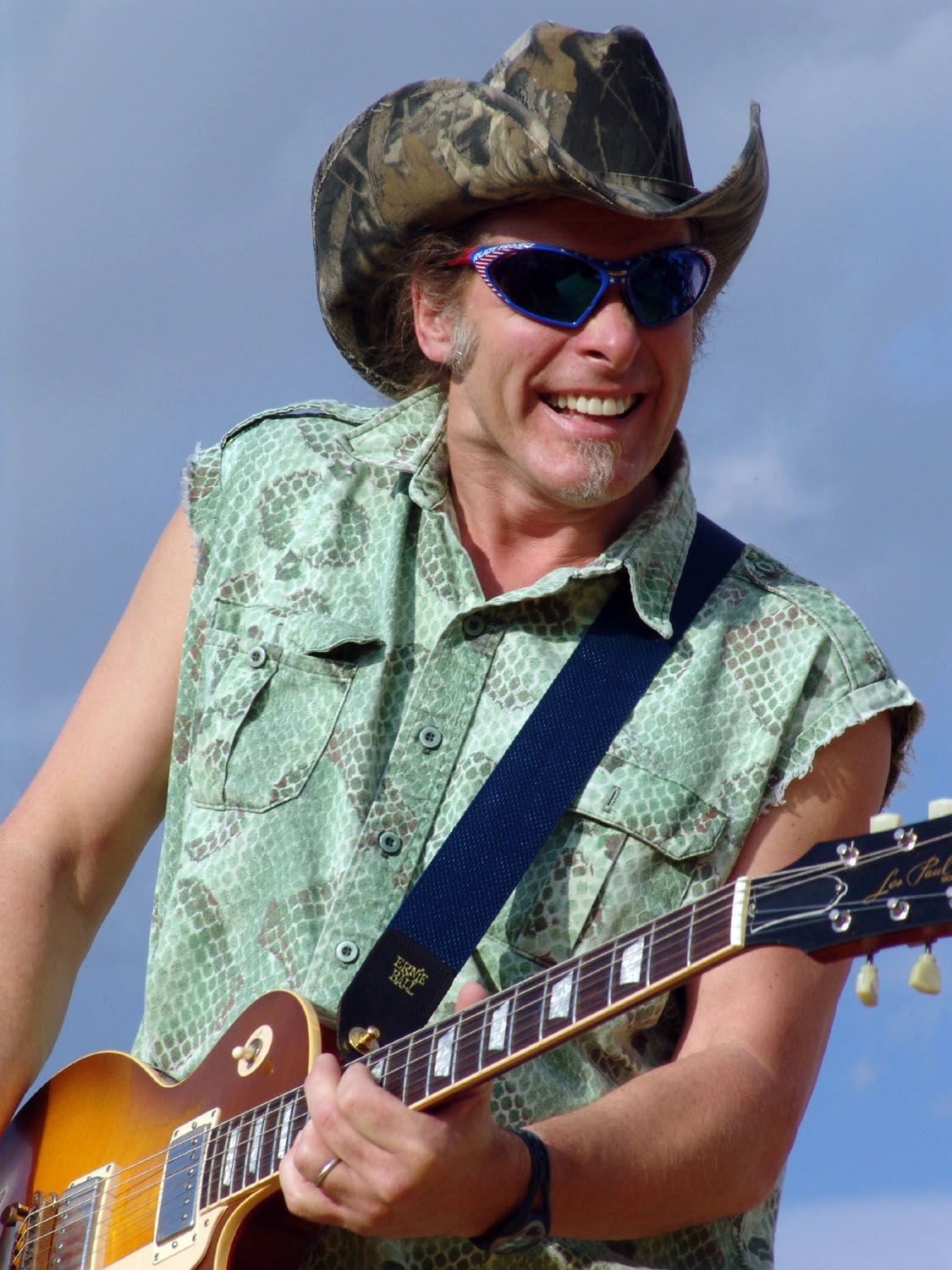
El músico y activista Ted Nugent fue el artista invitado en el episodio interpretándose a sí mismo.

John Frink y Mark Kirkland escribieron y dirigieron «Politically Inept, with Homer Simpson», respectivamente. El músico y activista político conservador Ted Nugent fue la estrella invitada en el episodio interpretándose a sí mismo, siempre y cuando su voz para tanto hablar y partes de canto. Su canción al final del episodio es similar a su sencillo «Cat Scratch Fever». De acuerdo con Kenneth Partridge de Noisecreep, el episodio se burla de Nugent «descaradamente a favor de las armas, a favor de la caza y la lucha contra todo lo que nos hace ser persona». Las características del episodio, entre otras cosas, Nugent tira un alce muerto a la mesa de la cena en casa de los Simpson, así como el uso de algunos de los amigos de la escuela de Bart como flechas para su arco. Nugent había hecho un cameo menor en el episodio de la decimonovena temporada «I Don't Wanna Know Why the Caged Bird Sings» (2007). En ese episodio, su voz se escucha en una llamada telefónica e insta a la gente a no votar en una propuesta que haría ballestas ilegales en las escuelas públicas. Comenta: «Si proscribimos ballestas, ¿quién va a proteger a nuestros niños de la carga de alce?».
«Politically Inept, with Homer Simpson» satiriza la industria de la televisión. Parodia programas políticos de televisión de los canales de noticias de cable como MSNBC, CNN y Fox News que son similares a Gut Check with Homer Simpson. En un artículo, James Crugnale de Mediaite comentó que la personalidad de Homer, como es el anfitrión de su programa, es una referencia al político conservador y comentarista Glenn Beck, una «persona excesiva», y escribió que «en una parodia inabarcable, descarada de Beck, Homer ostentosamente solloza lágrimas de cocodrilo mientras se lamenta que una escuela secundaria de Nebraska reemplaza el fútbol americano con el fútbol como un deporte de equipo». Adriatica Vel Johnson, la comentarista en el programa político que Homer aparece por primera vez en él, es una parodia a la comentarista Arianna Huffington.
Además, satiriza la política estadounidense e incluye varias referencias a las Primarias presidenciales del Partido Republicano de 2012. Por ejemplo, cuando Homer aparece en Butt-Head, el ticker de noticias cuenta con titulares como «Gingrich espera ganar su cuarta esposa...», «Rick Perry erróneamente firma orden de ejecutarse» y «Satanás apoya tweets de Santorum». En un momento del episodio, el personaje Ned Flanders comenta que apoya a Nugent, «siempre y cuando no sea un Mormón», que es una referencia a Mitt Romney. Hayden Childs de The A.V. Club escribió en una reseña que el movimiento político de Homer «es claramente una parodia al Partido del té», y señaló que «al igual que con las bolsitas de té del movimiento teabagger, gente de todas partes se mueven a llevar salseras en la cabeza [en el episodio]». Childs señaló también que un seguidor de Homer sostiene un cartel que hace referencia al movimiento Ocupar, el cual creía que era «un símbolo del deseo de la demostración de ser un delincuente de igualdad de oportunidades».

## Lanzamiento
El episodio se transmitió originalmente en la cadena Fox en los Estados Unidos el 8 de enero de 2012. Obtuvo una audiencia de 5 070 000 personas y recibió una cuota de Nielsen de 2.3 dentro de la franja demográfica de 18 a 49. La clasificación fue una disminución del 23% desde el episodio anterior «Holidays of Future Passed», sin embargo, gran parte de «Politically Inept, with Homer Simpson» enfrentó fuerte competencia desde el final de un partido de eliminación directa de la CBS, National Football League playoffs. El episodio se convirtió en la segunda emisión de mayor audiencia en alineación dentro del grupo de Fox Animation Domination para la noche de ambos espectadores totales y adultos mayores, y tuvo más espectadores que los nuevos episodios de American Dad y The Cleveland Show pero menos que el nuevo episodio de Padre de familia.

## Recepción

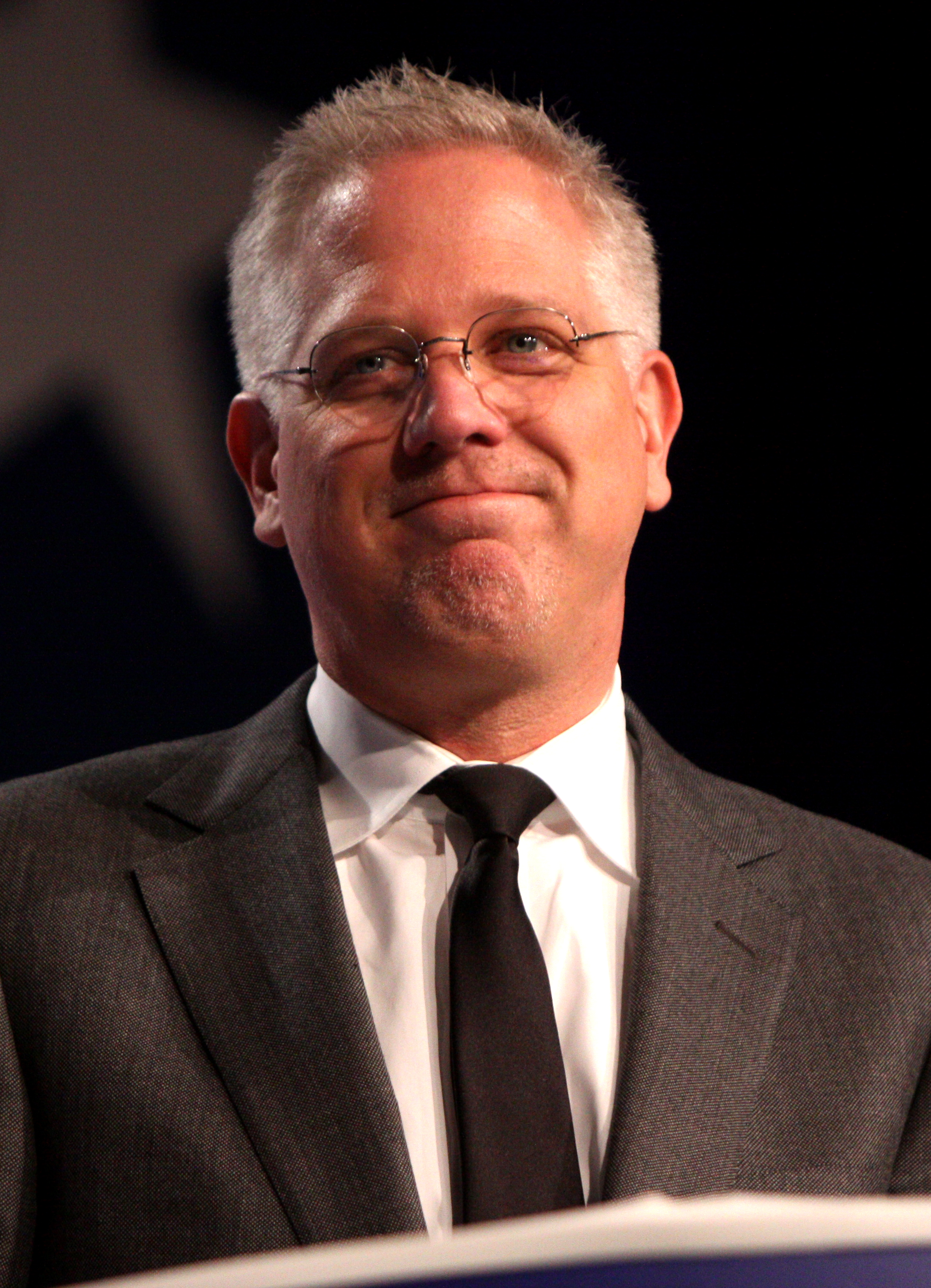
El episodio ha sido elogiado por parodiar personalidades de noticias de cable como el comentarista Glenn Beck.

Desde su emisión, «Politically Inept, with Homer Simpson» recibió reseñas positivas por parte de los críticos. Steve Newton de The Georgia Straight lo llamó «uno de los más divertidos episodios de Los Simpson que he visto en un rato». En un artículo sobre el episodio, James Crugnale de Mediaite comentó que «los escritores de Los Simpson se han superado ellos mismos esta noche, con estas parodias sin restricciones exageradas y traviesas de algunas personalidades de noticias por cable». Hayden Childs de The A.V. Club pensó que era un «episodio sólido» que alcanzó su punto máximo en el medio con la sátira de la política. Tenía sentimientos encontrados sobre la primera parte del episodio que gira en torno a viajes de la aerolínea, y criticó la fluctuante calidad de las bromas. Escribió que «el guionista John Frink es capaz de extraer algunos gags moderadamente divertidos entre unos pocos apestosos». Childs además criticó la aparición de Nugent en el tercer acto, y señaló que «cae plano cuando el espectáculo no puede decidir cómo burlarse [Nugent] sin ofenderle realmente» y la secuencia del sueño falso, que describió como «triste y sin comedia». Llegó a la conclusión de que «Los Simpson ha hecho abundante sátira de la política en los últimos años y todavía no puede mejorar con respecto al episodio de la temporada seis, "Sideshow Bob Roberts"». Aunque la sección central del episodio tuvo momentos en los que se encontraban en la misma liga. En febrero de 2012, Matt Zoller Seitz de la revista New York catalogó «Politically Inept, with Homer Simpson» como uno de los «nueve episodios de Los Simpson que lucha por los principios clásicos».